# Muramatsu (Familienname)
Muramatsu (jap. 村松) ist ein japanischer Familienname.

## Herkunft und Bedeutung
Muramatsu ist ein Wohnstättenname und geht auf die Bedeutung der Kanji 村 (dt. Dorf oder Stadt) und 松 (dt. Kiefer) zurück; er bezeichnete also Personen die an einer Kiefer in einer Stadt wohnten.

## Namensträger
- Alejandro Muramatsu (1951–2015), argentinisch-deutscher Physiker
- Arihito Muramatsu (* 1972), japanischer Baseballspieler
- Chihiro Muramatsu (* 1998), japanische Tennisspielerin
- Haruki Muramatsu (* 1977), japanischer Dartspieler
- Jun Muramatsu (* 1982), japanischer Fußballspieler
- Ken Muramatsu (* 1962), japanischer Komponist und Pianist
- Muramatsu Kōichi (1898–1960), japanischer Flötenbauer
- Kōta Muramatsu (* 1997), japanischer Fußballspieler
- Michio Muramatsu (* 1940), japanischer Politikwissenschaftler
- Osamu Muramatsu (* 1949), japanischer Astronom
- Muramatsu Shōfu (1889–1961), japanischer Schriftsteller
- Taisuke Muramatsu (* 1989), japanischer Fußballspieler
- Takatsugu Muramatsu (* 1978), japanischer Komponist und Pianist
- Takeshi Muramatsu (1929–1994), japanischer Literaturkritiker
- Tomoki Muramatsu (* 1990), japanischer Fußballspieler
- Tomoko Muramatsu (* 1994), japanische Fußballspielerin
- Tomomi Muramatsu (* 1940), japanischer Schriftsteller
- Yukinori Muramatsu (* 1969), japanischer Fußballspieler
- Yūto Muramatsu (* 1996), japanischer Tischtennisspieler